# Simon Kim Jong-Gang
Simon Kim Jong-Gang (koreanisch 김종강 (시몬); * 2. Januar 1965 in der Provinz Chungcheongbuk-do) ist ein südkoreanischer Geistlicher und römisch-katholischer Bischof von Cheongju.

## Leben
Simon Kim Jong-Gang studierte am Priesterseminar des Erzbistums Daegu und erwarb 1996 an der Katholischen Universität von Daegu das Lizenziat in Philosophie und in Theologie. Am 28. Juni desselben Jahres empfing er das Sakrament der Priesterweihe für das Bistum Cheongju.
Bis 2001 war er in der Pfarrseelsorge tätig und ging dann zu weiteren Studien nach Rom, wo er 2005 an der Päpstlichen Universität Gregoriana das Lizenziat in Kirchengeschichte erwarb. Anschließend war er bis 2010 Vizerektor des Päpstlichen Missionskollegs des Völkerapostels Paulus in Rom. Nach der Rückkehr in die Heimat war er von 2010 bis 2013 Diözesanjugendseelsorger und danach bis 2015 Pfarrer in Ghyemyong. Von 2015 bis 2020 lehrte er als Professor an der Katholischen Universität von Daegu. Ab 2020 war er Verwaltungsleiter der Koreanischen Bischofskonferenz.
Papst Franziskus ernannte ihn am 19. März 2022 zum Bischof von Cheongju. Sein Amtsvorgänger Gabriel Chang Bong-hun spendete ihm am 2. Mai desselben Jahres die Bischofsweihe. Mitkonsekratoren waren der Erzbischof von Daegu, Thaddeus Cho Hwan-Kil, und der emeritierte Bischof von Chuncheon, Lucas Kim Un-hoe.